# Представлення групи
Представлення (зображення) груп описує абстрактні групи за допомогою лінійних перетворень векторних просторів, зокрема за допомогою матриць.
Відповідно групові операції подаються за допомогою добутку лінійних перетворень чи добутку матриць
За допомогою представлень  проблеми теорії груп зводяться до простіших проблем з лінійної алгебри.
Представлення груп є одним із найважливіших знарядь у дослідженні теорії груп і мають широке застосування у геометрії, фізиці, хімії і кристалографії.
Розділ математики, що вивчає представлення груп, називається теорією представлень груп.

## Визначення
Представлення (зображення) групи, — гомоморфізм заданої групи в групу невироджених лінійних перетворень векторного простору.
Образ цього гомоморфізму є групою, елементами якої є відповідні лінійні перетворення або їх матриці.
Тобто, представленням групи {\displaystyle G}, є гомоморфізм груп
{\displaystyle h:G\to \operatorname {Aut} (W)},
де {\displaystyle \operatorname {Aut} (W)} позначає групу автоморфізмів векторного простору {\displaystyle W}.
Відповідно {\displaystyle \forall u,v\in G} маємо:
{\displaystyle h(u*v)=h(u)\cdot h(v)}
де {\displaystyle u*v} — добуток елементів групи, а {\displaystyle h(u)\cdot h(v)} — добуток лінійних перетворень, що є образами цих елементів при відображенні h.

## Ізоморфність представлень
Нехай V і W — векторні простори над деяким тілом K. Два представлення
{\displaystyle \rho _{1}\colon G\to GL(V)\,\!}
і
{\displaystyle \rho _{2}\colon G\rightarrow GL(W)\,\!}
називають ізоморфними, якщо існує ізоморфізм векторних просторів:
{\displaystyle \alpha \colon V\to W\,\!}
що {\displaystyle \forall g\in G} виконується рівність:
{\displaystyle \alpha \circ \rho _{1}(g)\circ \alpha ^{-1}=\rho _{2}(g).\,\!}

## Типи представлень
- Представлення групи в просторі, для якого існує інваріантний підпростір щодо відповідних лінійних перетворень, називається звідним; інакше - незвідним або простим.
- Якщо {\displaystyle G} — топологічна група, то під представленням {\displaystyle G} звичайно розуміється неперервне лінійне представлення групи {\displaystyle G} у топологічному векторному просторі.

## Розділи теорії представлень груп
Для різних видів груп представлення мають різні властивості і для їх дослідження використовуються різні математичні методи. Тому теорія представлення груп ділиться на кілька окремих розділів. Серед найважливіших зокрема є:
- Теорія представлення скінченних груп. Є дуже важливою у вивченні загальних властивостей скінченних груп, також має важливі застосування у геометрії і кристалографії.
- Теорія представлення компактних і локально компактних груп. Застосовує багато методів, що використовуються і для скінченних груп. Є важливою частиною гармонічного аналізу.
- Теорія представлення груп Лі. Багато важливих приладів груп Лі є компактними, тож для їх дослідження використовуються методи теорії представлення компактних груп. Існують також і специфічні методи для груп Лі. Групи Лі і їх представлення широко використовуються у фізиці і хімії.
- Теорія представлення лінійних алгебраїчних груп є значно менш розвинута, ніж попередні, хоча лінійні алгебраїчні групи мають багато властивостей схожих з властивостями груп Лі.

## Варіації і узагальнення
У ширшому сенсі, під представленням групи може розумітися гомоморфізм групи в групу всіх невироджених перетворень деякої множини {\displaystyle X}.
Наприклад:
- Проективне представлення групи - гомоморфізм групи в групу проективних перетворень проективного простору.

## Фізичний зміст
Фізичний аспект теорії зображень груп полягає у врахуванні й використанні уявлень про симетрію, пов'язаних із різними фізичними процесами. Такі уявлення симетрії виникають у фізиці двоїстим чином. По-перше, оскільки будь-який фізичний процес перебігає у просторі (та у часі), при описі таких процесів доводиться використовувати ту чи іншу систему координат. Однак вибір цієї системи виділяє у просторі деякі напрямки (які відповідають осям координат), що суперечить «ізотропності» простору, тобто рівноправності усіх його напрямків; тому фізичний зміст може мати лише таке співвідношення, яке не змінюється при повороті осей системи координат. Ця обставина (яка доповнюється врахуванням «однорідності» простору, яка полягає у рівноправності усіх його точок, а також врахуванням рівноправності будь-яких двох моментів часу) вельми сильно обмежує можливі «фізичні закони».
Ще більш жорсткі вимоги симетрії накладає на фізичні явища теорія відносності, яка стверджує, що будь-який фізичний закон повинен виражатися формулами, які не змінюються за усіх так званих «перетворень Лоренца» чотиривимірного простору-часу.
По-друге, самі досліджувані фізичні об'єкти (атоми, молекули, кристали) часто мають деяку «симетрію», яка також повинна враховуватися.
Наприклад, єдиним виразом, який пов'язує координати {\displaystyle a_{x},a_{y},a_{z}} довільного вектора {\displaystyle a} й не змінює свого значення за будь-якого повороту осей системи координат, є сума {\displaystyle D} квадратів координат вектора
{\displaystyle D=a_{x}^{2}+a_{y}^{2}+a_{z}^{2},}
яка дорівнює квадрату довжини вектора {\displaystyle a} (та будь-яка функція виразу {\displaystyle D}). Але добре відомо, що закон перетворення частинних похідних {\displaystyle {\frac {\partial }{\partial x}},{\frac {\partial }{\partial y}},{\frac {\partial }{\partial z}}} деякої функції {\displaystyle f(x,y,z)} при повороті осей системи координат співпадає із законом перетворення координат вектора, причому другі похідні {\displaystyle {\frac {\partial ^{2}}{\partial x^{2}}},{\frac {\partial ^{2}}{\partial y^{2}}},{\frac {\partial ^{2}}{\partial z^{2}}}} перетворюються як квадрати координат. Ця обставина визначає роль у фізиці оператора Лапласа:
{\displaystyle \Delta ={\frac {\partial ^{2}}{\partial x^{2}}},{\frac {\partial ^{2}}{\partial y^{2}}},{\frac {\partial ^{2}}{\partial z^{2}}}.}
Найпростіші фізичні закони, які задовольняють умовам симетрії, які накладаються ізотропністю та однорідністю простору, можуть записуватися одним з трьох диференціальних рівнянь:
{\displaystyle \Delta u=f} (рівняння Пуасона, за {\displaystyle f\equiv 0} перетворюється на рівняння Лапласа)
{\displaystyle \Delta u=a{\frac {\partial u}{\partial t}}} (рівняння теплопровідності)
{\displaystyle \Delta u=a{\frac {\partial ^{2}u}{\partial t^{2}}}} (хвильове рівняння)
де {\displaystyle u=u(x,y,z,t)} — функція, яка має інваріантний фізичний зміст, {\displaystyle f(x,y,z,t)} та {\displaystyle a=a(x,y,z,t)} — відомі функції.